# 캠핑 월드 스타디움
캠핑 월드 스타디움(Camping World Stadium)은 미국의 다목적 경기장이다. 1994년 FIFA 월드컵, 1996년 하계 올림픽 축구경기, 코파 아메리카 센테나리오의 경기장으로 사용되었다. 현재 MLS의 참가 클럽 올랜도 시티 SC와 NWSL 올랜도 프라이드의 홈경기장 사용하고 있으면, 과거 XFL 올랜도 레이지, USFL 올랜도 레네가데스, USL 올랜도 시티 SC, XFL 올랜도 가디언즈의 홈경기장으로 사용했다.
2008년 3월 30일, WWE 레슬매니아 24가 개최되었다. 관객 수는 74,635명
| MLS 올스타전 개최 경기장 |                                     |               |
| 1997년                   | 1998년 플로리다 시트러스볼 스타디움 | 1999년        |
| 자이언츠 스타디움        | 1998년 플로리다 시트러스볼 스타디움 | 퀄컴 스타디움 |
|                          |                                     |               |
|                          |                                     |               |